# Dezmond Dez
Dezmond Dez (* 1980 in Bern; eigentlicher Name Cyril Bucher) ist ein Schweizer Mundart-Rapper.

## Biografie
Dezmond Dez hat eine aus Haiti stammende Mutter, ist selbst aber in Bern geboren und aufgewachsen. Ende der 1990er begann er mit dem Schreiben von Texten und tat sich mit seinem Freund Tommy Vercetti zusammen, um gemeinsam Rapsongs zu produzieren. Mit ihren beiden Mixtapes Cheftape 1 und 2 machten sie 2003 erstmals auf sich aufmerksam. Insbesondere stiessen sie auf das Interesse des deutschen Rappers Kool Savas, der Dez mit seinem eigenen Label und dem Schweizer Ableger Optik Schweiz unterstützte und mit ihm und anderen das Mixtape Wer hatz erfunden? produzierte, das 2005 in Deutschland und der Schweiz erfolgreich veröffentlicht wurde.
Im Jahr darauf folgte das Solo-Mixtape Haitian Voodoo von Dezmond Dez, bevor er mit Vercetti das Cheftape 3 aufnahm. Danach taten sich beide mit Manillio und ab 2011 mit dem Rapper CBN zusammen und traten gemeinsam erfolgreich als Eldorado FM auf.
Es dauerte bis 2013, bis Dezmond Dez, der neben der Musik Literatur und Philosophie studiert, sein erstes richtiges Album fertigstellte. Verlornigs Paradies wurde im März des Jahres veröffentlicht und kam auf Platz 16 der Schweizer Hitparade. Noch im selben Jahr erschien das Album Glanton Gang zusammen mit Tommy Vercetti, das sogar bis Platz 12 kam.

## Diskografie
Alben
- Verlornigs Paradies (2013)
- Glanton Gang (Tommy Vercetti & Dezmond Dez, 2013)
- Kaspar Melchior Balthasar (Dezmond Dez, Tommy Vercetti & CBN, 2018)

Mixtapes
- Haitian Voodoo (2006)

Mit Tommy Vercetti
- Cheftape 1 (2003)
- Cheftape 2 (2004)
- Cheftape 3 (2008)

Als Eldorado FM (mit Tommy Vercetti, Manillio, CBN)
- Eldorado FM 1 (2008)
- Eldorado FM 2 (2009)
- Eldorado FM 3 (2010)
- Eldorado FM 4 (2011)
- Eldorado FM 5 (2012)
- Luke mir si di Vater (2015)

Weitere
- Wer hatz erfunden? (mit Kool Savas, Azad, Caput, Ercandize, Franky Kubrick, Griot und anderen[2], 2005)